# Clint Lukas

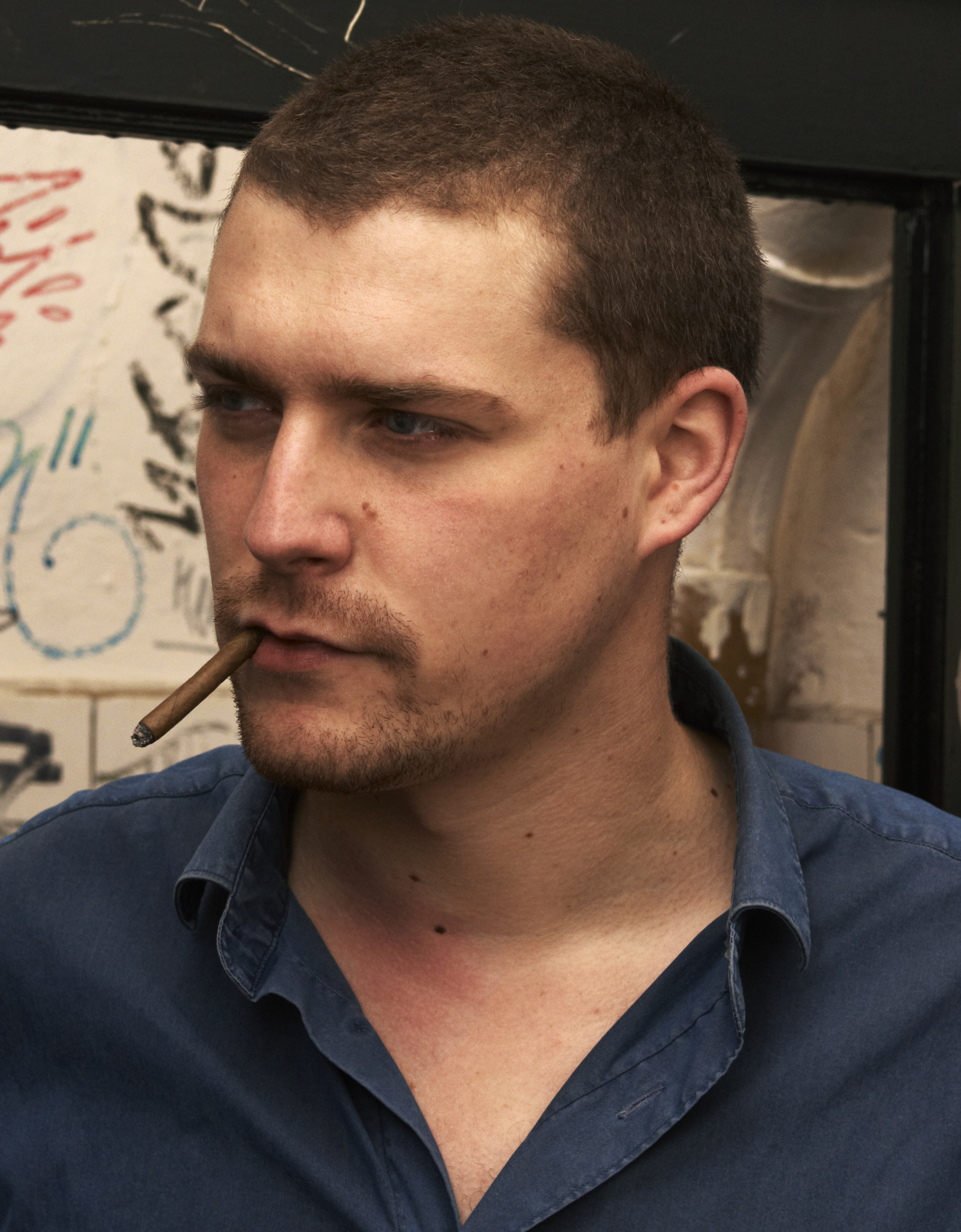
Clint Lukas in Berlin, 2010

Clint Lukas (* 1985 in Neustadt an der Weinstraße, bürgerlich Dominik Lukas) ist ein deutscher Schriftsteller und Regisseur.

## Leben und Wirken
Nach seinem Schulabschluss übersiedelte er nach Berlin, wo er 2007 seinen ersten Kurzfilm Heinz drehte. Er arbeitet als Autodidakt. 2010 folgte der 30-minütige, weitgehend autobiographische Film Coke and Tarts.
Seit 2010 liest Clint Lukas auf Berliner Lesebühnen und ist Mitglied der Surfpoeten. Sein erster Roman behandelt seine Zeit als Stagemanager des österreichischen Regisseurs Paulus Manker sowie die Entstehung von Coke and Tarts.
Seinen zweiten Kurzgeschichtenband Nie wieder Frieden veröffentlichte er 2016 erstmals mit eigenen Illustrationen, in denen er sich auf Künstler wie Charles Bukowski, Gustave Doré und Leonardo da Vinci bezieht.
2020 erschien sein zweiter Roman Asche ist furchtlos, eine obsessive Liebesgeschichte, die in der Berliner Clubszene spielt.
Während der Coronapandemie 2020 erfüllte er sich einen jahrelangen Wunsch und schrieb mit Der Chef der Familie die Biographie seines ehemaligen Arbeitgebers, des Gastronomen Roland Albrecht. Dieser hatte sich in der DDR seinerzeit vom einfachen Kellner zum Gastronomischen Leiter im Berliner Palast der Republik hochgedient. Weitere Biographie-Projekte folgten, u. a. Das Zögern ist vorbei über den Medienunternehmer Hartmut Horst, Gründer der Transmediale und des Offenen Kanals Berlin.
Seit 2017 schreibt Clint Lukas für das Berliner Onlinemagazin Mit Vergnügen die satirische Kolumne Cool trotz Kind, aus der 2023 der gleichnamige Ratgeber entstand. Von Februar 2022 bis Januar 2023 las Lukas jeden Tag eine Stunde lang aus den 17.000 Seiten von Balzacs Die menschliche Komödie und veröffentlichte dazu unter dem Titel Eine Stunde Balzac jeweils einen Blogbeitrag.
Clint Lukas lebt mit seiner Tochter in Berlin.

## Schriften
- Für die Liebe, für die Kunst – Stories ohne Kompromisse. Periplaneta, Berlin 2011, ISBN 978-3-940767-81-3 (auch CD)
- Das schwere Ende von Gustav Mahlers Sarg. Periplaneta, Berlin 2013, ISBN 978-3-943876-55-0
- Nie wieder Frieden – Geschichten vom südlichen Ende des Wahnsinns. Periplaneta, Berlin 2016, ISBN 978-3-95996-006-9 (auch CD)
- Mit dem Rücken zum Brand. (Limited Edition). Periplaneta, Berlin 2019, ISBN 978-3-95996-172-1
- Asche ist furchtlos. Periplaneta, Berlin 2020, ISBN 978-3-95996-196-7
- Der Chef der Familie. Periplaneta, Berlin 2022, ISBN 978-3-95996-225-4
- Das Zögern ist vorbei. Selbstverlag, Berlin 2022, ISBN 978-3-7562-2698-6
- Gehen oder Bleiben. Kurzgeschichte, gemeinsam mit Judith Poznan, DAS GRAMM #13, Berlin 2023.
- Cool trotz Kind, Hart Feiern und liebevoll erziehen. Gräfe und Unzer, München 2023, ISBN 978-3-8338-8839-7
- Eine Stunde Balzac: Kampf mit der Menschlichen Komödie. BoD, Berlin 2023, ISBN 3-7578-8581-3

## Filme
- 2007: Heinz, Regie/Buch (mit Stefano Cannas; Musik: Anton Nissl)
- 2010: Coke and Tarts, Regie und Drehbuch (mit Ruben Garcia, Arijana Antunovic und Adolfo Assor); Musik: Anton Nissl